# خانه قریشی
خانه قریشی مربوط به اواخر دوره قاجار - اوایل دوره پهلوی است و در کاشان، خیابان ملا حبیب ا شریف، کوچه دو مسجدان واقع شده و این اثر در تاریخ ۱۶ دی ۱۳۸۷ با شمارهٔ ثبت ۲۴۴۵۴ به‌عنوان یکی از آثار ملی ایران به ثبت رسیده است.